# Horologium
Horologium o el Reloj es una de las constelaciones menores del sur (declinación cerca de -60 grados). Originalmente fue llamada Horologium Oscillitorium por Nicolas Louis de Lacaille. Dicho nombre se puso en honor al inventor del reloj de péndulo, Christian Huygens.

## Características destacables

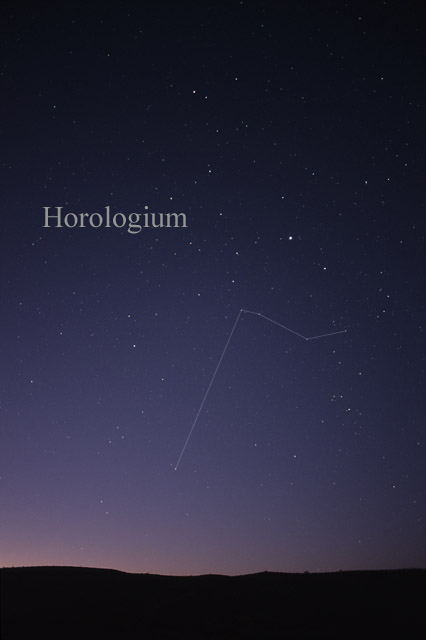
Constelación de Horologium.

La única estrella con magnitud inferior a 4 es α Horologii, una gigante naranja de tipo espectral K2III. 38 veces más luminosa que el Sol, su radio es 9,9 veces más grande que el radio solar.
Le sigue en brillo δ Horologii, estrella blanca de la secuencia principal de tipo A9V y 7033 K de temperatura que forma parte de un sistema binario; la separación visual entre ambas componentes es de 0,20 segundos de arco. La tercera estrella más brillante, β Horologii, es una gigante blanca de tipo A3/5IIIm, en donde la letra m indica que posiblemente es una estrella químicamente peculiar; su luminosidad es 63 veces mayor que la luminosidad solar.
μ Horologii es una gigante o subgigante de tipo F0 con una temperatura superficial de 6898 K y un bajo contenido metálico ([Fe/H] = -0,42).
ζ Horologii es una binaria espectroscópica cuyas componentes, de tipo F2V y F5V, tienen un período orbital de 12,927 días. El sistema se halla rodeado por un disco circunestelar de polvo, detectado por el exceso de radiación infrarroja a 24 μm.
ν Horologii es una estrella de tipo A2V y 8624 K de temperatura con una luminosidad 20 veces mayor que la del Sol; η Horologii es una binaria con un período orbital de aproximadamente 3 años cuya componente principal es de tipo A6V.
Otra estrella interesante en esta constelación es ι Horologii, una enana amarilla de tipo espectral F8V con una masa de 1,19 masas solares. Su metalicidad —abundancia relativa de elementos más pesados que el helio— es un 45 % mayor que la solar. Desde 1999 se conoce la existencia de un planeta gigante —6,2 veces más masivo que Júpiter— alrededor de esta estrella en una órbita similar a la terrestre.
HD 27631 es una subgigante de tipo G3IV donde se ha descubierto un planeta un 56 % más masivo que Júpiter.
Gliese 146 (HD22496) es una enana naranja con un planeta cuya masa es inferior a la de Neptuno y que orbita a 0,05 ua de la estrella.
Asimismo, GJ 1061 es una enana roja de tipo M5.5V a 12 años luz de la Tierra que también tiene un sistema planetario. Los tres planetas descubiertos tienen masas entre 1,3 y 1,8 masas terrestres.
La estrella variable más importante en esta constelación es R Horologii, una variable Mira cuyo brillo oscila entre magnitud +4,7 y +14,3 a lo largo de un período de 407,6 días, siendo una de las variables de este tipo más brillantes del hemisferio sur. Tiene una masa de 0,69 masas solares pero un radio 660 veces más grande que el del Sol.
T Horologii es otra variable Mira más tenue —en brillo máximo alcanza magnitud 7,2— y su período es de 217,6 días.
TW Horologii es una estrella de carbono de tipo C-N5IIIb y una variable semirregular con un período de 158 días.
Horologium contiene varios objetos de cielo profundo. NGC 1261 es un cúmulo globular distante 53 500 años luz descubierto por James Dunlop en 1826.
Por otra parte, NGC 1512 es una galaxia espiral barrada distante 30 millones de años luz cuyo núcleo es único por tener un anillo de cúmulos estelares de 2400 años luz de ancho donde se forman nuevas estrellas. Visualmente a unos cinco minutos de arco se localiza la galaxia lenticular enana NGC 1510, la cual está en proceso de fusión con NGC 1512.
Arp-Madore 1 es un cúmulo globular que se encuentra a 123,3 kilopársecs (402 000 años luz) de la Tierra, uno de los más distantes del halo de nuestra galaxia.

## Estrellas principales
| DB | Nombre de la estrella | Mag.  | Distancia (al) | Comentarios                                         |
| -- | --------------------- | ----- | -------------- | --------------------------------------------------- |
| α  | Alfa Horologii        | 3,85  | 117            | - Gigante naranja de tipo K2III                     |
|    | R Horologii           | 4,00  | 1004           | - Variable Mira con un período de 13 meses y medio  |
| δ  | Delta Horologii       | 4,93  | 175            | - Estrella blanca de la secuencia principal         |
| β  | Beta Horologii        | 4,98  | 313            | - Gigante blanca y estrella con líneas metálicas    |
| μ  | Mu Horologii          | 5,11  | 138            | - Subgigante blanco-amarilla                        |
| ζ  | Zeta Horologii        | 5,21  | 159            | - Binaria cuyo período es de 12,93 días             |
| ν  | Ni Horologii          | 5,26  | 165            |                                                     |
| η  | Eta Horologii         | 5,31  | 145            |                                                     |
| λ  | Lambda Horologii      | 5,35  | 160            |                                                     |
| ι  | Iota Horologii        | 5,41  | 56             | - Estrella similar al Sol con un planeta extrasolar |
| γ  | Gamma Horologii       | 5,74  | 179            | - Gigante o subgigante amarilla                     |
|    | TW Horologii          | 5,74  | 1331           | - Estrella de carbono y variable semirregular       |
|    | TZ Horologii          | 6,41  | 932            | - Variable irregular                                |
|    | Gliese 146            | 8,57  | 43,1           | - Enana naranja distante 43 años luz                |
|    | Gliese 114.1 A        | 10,72 | 42,2           | - Enana roja                                        |
|    | GJ 1061               | 13,03 | 12,0           | - Enana roja con un sistema planetario              |

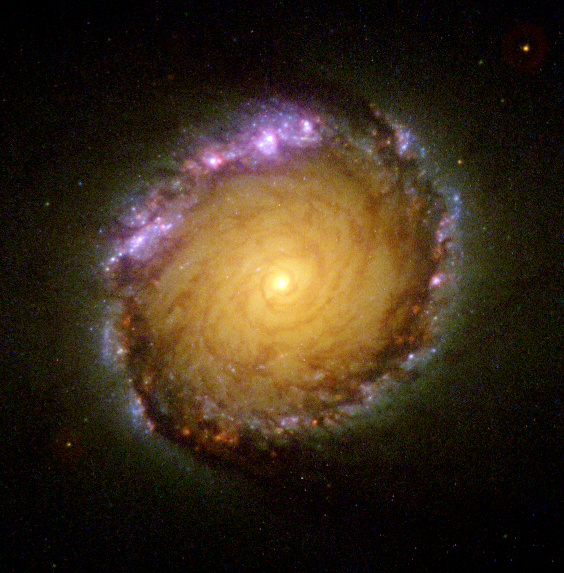
Galaxia NGC 1512, miembro del Grupo de Dorado

## Objetos notables de cielo profundo
- Galaxia espiral barrada NGC 1512. Distante 38 millones de años luz, la galaxia se extiende unos 70 000 años luz, casi tanto como la Vía Láctea.
- NGC 1261, un cúmulo globular de magnitud 8 que puede verse bien con un telescopio grande. Tiene una edad aproximada de 10 240 millones de años.

## Mitología
Dado que fue inventada en el siglo XVII, y no fue visible para los pueblos del Mediterráneo, no hay mitología anterior asociada a esta constelación.